# Ротанґ

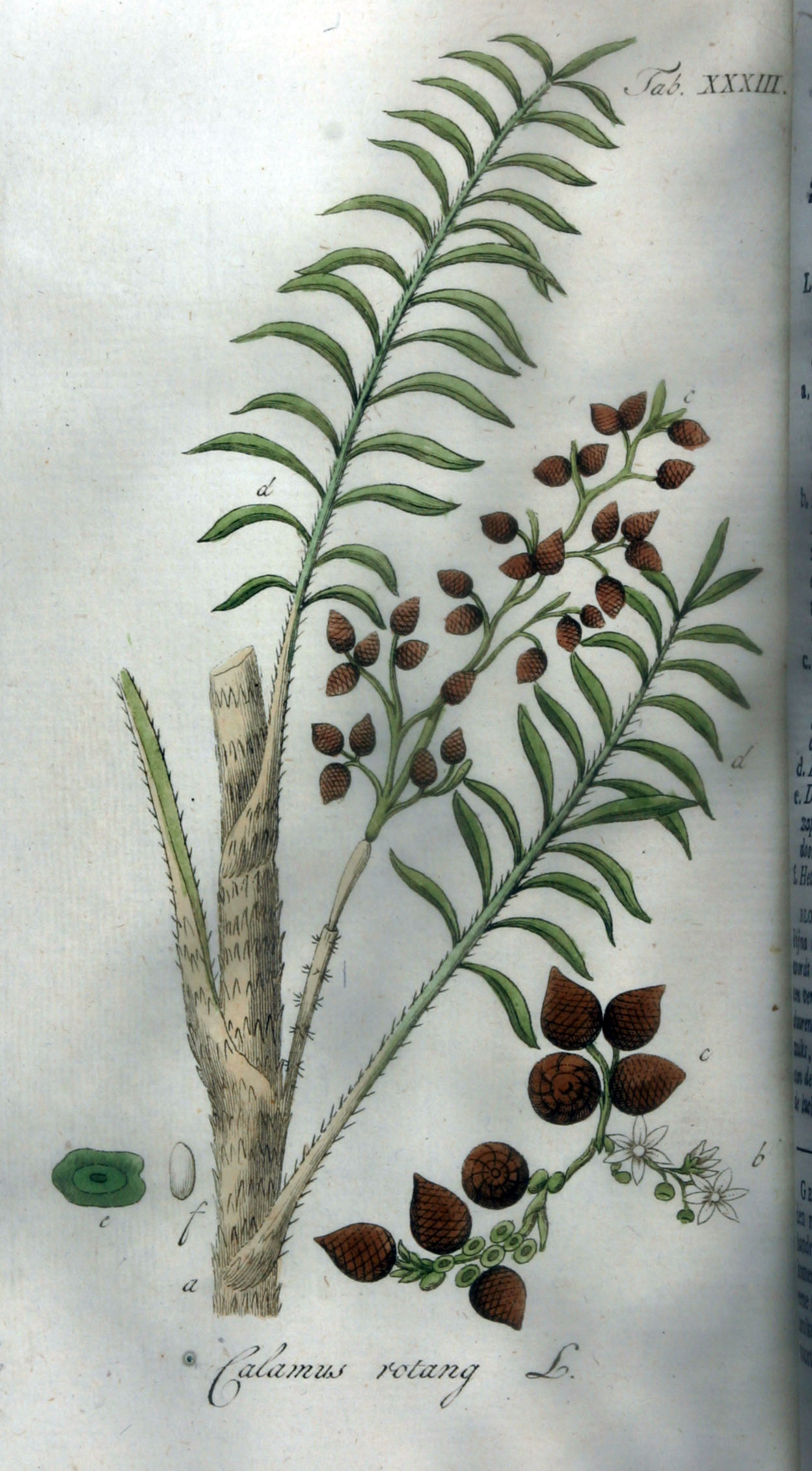
Calamus rotang

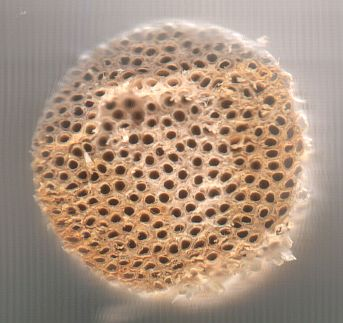
Пориста структура ротанґового стебла

Рота́нґ (застаріле еспанський очерет, «чортів канат») — матеріал, що являє собою очищені і висушені стебла каламусу, або ротанґової пальми (Calamus rotang) — тропічної рослини, що росте у Південно-Східній Азії, і деяких споріднених йому видів — каламусу голубуватого (Calamus caesius), каламусу гладкостебельного (Calamus leiocaulis) та інших. Основним районом виростання каламусу є тропічна Азія — там зосереджено понад 330 видів рослини. В африканських і австралійських тропіках також присутні кілька видів ротанґових рослин.
Штучний ротанг, синтетичний ротанг, поліротанг або техноротанґ — синтетичне волокно, замінник натурального ротанга. Вперше його почали використовувати на початку 1950-х в Індонезії. Іноді зустрічається під назвою хуларо.

## Опис
Довжина стебел рослини варіюється від 80 до 300 метрів. Таким чином лоза ротанґа за допомогою видозміненого листя досягає крон дерев у тропіках. Більшість видів ротанґа мають дуже гнучку структуру, хоча при цьому є види, які виглядають як прямостоячі стебла 5-8 метрів у висоту. Одна з найвідоміших прямостоячих ротанґових рослин — це ротанґ деревоподібний (Calamus arborescens) і ротанґ прямостоячий (Calamus erecta).
Деревина ротанґа має тришарову структуру і складається з дуже міцної кори, більш м'якого і пористого середнього шару і твердої серцевини.

## Використання

### Меблі
Ротанґові стебла різної товщини традиційно використовують для виготовлення меблів і плетених виробів в країнах Південно-Східної Азії, переважно в Малайзії, Індонезії, Філіппінах — тобто скрізь, де росте ротанґова пальма. Меблі з ротанґа поєднують у собі екологічність, комфорт і красу.
При виробництві виробів з ротанґових стовбурів знімають кору, потім очищені стебла проходять калібрування за діаметром (стандартні розміри ротанґа зазвичай кратні 0,5 дюйма). Після обробки парою ротанґ добре гнеться, потім при висушуванні зберігає будь-яку задану форму, набуваючи твердости і більшої міцности. З товстіших стебел виготовляються опірні частини меблевої конструкції, тонші нарізаються на смужки для обплетення стиків, торців, кутів. Для ажурного плетіння використовують розщеплену уздовж серцевину пальми ротанґа. Готові вироби покривають лаком або воском. Кора йде на виготовлення матів і циновок.

### Тілесні покарання
З ротанга у зв'язку з його гнучкістю і пружністю також виготовляють спеціальні тростини (англ. rattan cane) для тілесних покарань, а також для оздоровчих вправ у нейґуні.

## Галерея
|                                |
| Виготовлення стільця з ротанґа |

|                   |
| Стільці з ротанґа |

|                                      |
| Плетені вироби з ротанґового волокна |

|                  |
| Палиця з ротанґа |